# 2000-es FIFA-klubvilágbajnokság-döntő
A 2000-es FIFA-klubvilágbajnokság-döntőjét január 14-én játszotta az 1998-as Copa Libertadores győztese, a brazil Vasco da Gama és a házigazda, a szintén brazil Corinthians, a Rio de Janeiro-i Maracanã Stadionban. A találkozót 0–0-s döntetlent követően tizenegyespárbajban a Corinthians nyerte meg. Ez volt az első FIFA-klubvilágbajnoki döntő, és az egyetlen amikor két azonos nemzetbeli klubcsapat mérkőzött a trófeáért, valamint ekkor fordult utoljára elő, hogy a házigazda csapat döntőbe jutott és megnyerte a tornát.   

## A mérkőzés
| 2000. január 14. 20:00 |

| Corinthians                                  | 0–0 (h. u.)       | Vasco da Gama                                |
| -------------------------------------------- | ----------------- | -------------------------------------------- |
|                                              | (0–0) Jegyzőkönyv |                                              |
| Büntetőpárbaj                                |                   |                                              |
| Rincón Fernando Baiano Luizão Edu Marcelinho | 4–3               | Romário Alex Oliveira Gilberto Viola Edmundo |

| Maracanã Stadion, Rio de Janeiro Nézőszám: 73,000 Játékvezető: Dick Jol (holland) |

| Corinthians | Vasco da Gama |

| GK                  | 1  | Dida               |      |      |
| RB                  | 2  | Índio              | 97'  |      |
| CB                  | 3  | Adilson            | 75'  |      |
| CB                  | 16 | Fábio Luciano      |      |      |
| LB                  | 6  | Kléber             |      |      |
| CM                  | 5  | Vampeta            |      | 91'  |
| CM                  | 8  | Freddy Rincón (c)  | 43'  |      |
| RW                  | 7  | Marcelinho Carioca |      |      |
| LW                  | 11 | Ricardinho         |      | 45'  |
| SS                  | 10 | Edílson            |      | 113' |
| CF                  | 9  | Luizão             | 113' |      |
| Substitutions:      |    |                    |      |      |
| MF                  | 20 | Edu                |      | 45'  |
| MF                  | 23 | Gilmar Fubá        |      | 91'  |
| FW                  | 17 | Fernando Baiano    |      | 113' |
| Vezetőedző:         |    |                    |      |      |
| Oswaldo de Oliveira |    |                    |      |      |

| GK            | 12 | Helton               |     |      |
| RB            | 15 | Paulo Miranda        | 54' |      |
| CB            | 3  | Odvan                |     |      |
| CB            | 4  | Mauro Galvão         |     |      |
| LB            | 13 | Gilberto             |     |      |
| DM            | 5  | Amaral               | 33' |      |
| RM            | 8  | Juninho Pernambucano |     | 96'  |
| LM            | 6  | Felipe               |     | 102' |
| AM            | 9  | Ramon                | 16' | 111' |
| CF            | 10 | Edmundo (c)          | 98' |      |
| CF            | 11 | Romário              |     |      |
| Cserék:       |    |                      |     |      |
| FW            | 19 | Viola                |     | 96'  |
| MF            | 23 | Alex Oliveira        |     | 102' |
| FW            | 7  | Donizete             |     | 111' |
| Vezetőedző:   |    |                      |     |      |
| Antônio Lopes |    |                      |     |      |

| Asszisztensek: Jens Larsen (dán) Fernando Cresci (uruguayi) Negyedik játékvezető: William Mattus (Costa Rica-i) |